# Obereopsis partenigriceps
Obereopsis partenigriceps là một loài bọ cánh cứng trong họ Cerambycidae.